# Дыскотна
Дыскотна (болг. Дъскотна) — село в Болгарии. Находится в Бургасской области, входит в общину Руен. Население составляет 756 человек (2022).

## Политическая ситуация
В местном кметстве Дыскотна, в состав которого входит Дыскотна, должность кмета (старосты) исполняет Ибрям Емин Юсеин (Движение за права и свободы (ДПС)) по результатам выборов.
Кмет (мэр) общины Руен — Дурхан Мехмед Мустафа (Движение за права и свободы (ДПС)) по результатам выборов.